# Marinedivision Ostsee

Flagge eines Flottillenadmirals als Kommandozeichen des Kommandeurs der Marinedivision Ostsee

Die Marinedivision Ostsee (MDiv Ostsee) war ein Großverband der Bundesmarine auf der Divisionsebene.

## Geschichte
Die Marinedivision Ostsee wurde im Rahmen einer Reorganisation der Bundesmarine am 1. Januar 1967 aufgestellt. Sie ging aus dem vormaligen Marineabschnittskommando Ostsee hervor und unterstand dem Flottenkommando. Der Stab befand sich in Kiel. Parallel zur MDiv Ostsee bestand die Marinedivision Nordsee für den Nordseeraum. Im Zuge einer weiteren Reorganisation wurde die MDiv Ostsee am 1. April 1975 aufgelöst und ein Teil ihrer Aufgaben an das wieder aufgestellte Marineabschnittskommando Ostsee (MAKdo Ostsee) übertragen, das dem neu entstandenen Marineunterstützungskommando unterstand. Die Fernmeldekräfte wurden dem neu geschaffenen Marineführungsdienstkommando unterstellt.

## Auftrag
Die Marinedivisionen dienten der logistischen Unterstützung der deutschen See- und Seeluftstreitkräfte. Ihre Zuständigkeiten waren geographisch und fachlich abgegrenzt. Räumlich war die MDiv Ostsee für Hamburg und Schleswig-Holstein einschließlich dessen Nordseeküste aber ohne Helgoland zuständig, die MDiv Nordsee für die Bundesländer Niedersachsen und Bremen und für Helgoland.
Fachlich war die zentrale Lenkung der Flottenversorgung der MDiv Ostsee übertragen worden, während der MDiv Nordsee zur vorgesetzten Dienststelle einer Anzahl von Verbänden und Einheiten wurde, von denen ein Teil an der Ostsee stationiert war.
Der MDiv Ostsee oblagen logistische Querschnittsaufgaben für die gesamte Marine. Dazu gehörte die zentrale Lenkung der materiellen Versorgung der Flotte einschließlich der Lenkung der Feldinstandsetzung und der Transportdurchführung.
Beiden Divisionen unterstanden Versorgungseinrichtungen in ihrem Bereich, die in zwei Ebenen eingeteilt waren. Als Depotversorgungsebene wurde die rückwärtige Organisation bezeichnet, während die Stützpunktversorgungsebene der direkten Unterstützung der Flotte diente. Zu diesen Einrichtungen gehörten Depots, Transportbataillone und Stützpunktkommandos.

## Organisation
Der Stab der MDiv Ostsee verfügte zusätzlich zu den allgemeinen Stabsabteilungen über fünf Spezialstabsabteilungen für die logistischen Querschnittsaufgaben, darunter als größte die Spezialstabsabteilung Logistik mit 150 Soldaten und zivilen Kräften. In einer ausgelagerten MB-Stelle (Mechanisches Berichtswesen) wurde erstmals in der Marine eine EDV-Anlage für die Materialbewirtschaftung eingesetzt. Zusammen mit der MB-Stelle bildete die Abteilung Logistik das Materialkontrollzentrum Flotte.
Der MDiv Ostsee waren folgende Verbände und Dienststellen unterstellt:
- Unterstützungsverbände
  - Marinefernmeldeabschnitt 1
  - Marinefernmeldeabschnitt 7
  - Marinemusikkorps Ostsee
  - Marinesanitätsstaffeln
- Verbände und Dienststellen der Depotversorgungsebene
  - Marinematerialdepot 1
  - Marinemunitionsdepot 1
  - Marinemunitionsdepot 3
  - Marinetransportbataillon 1
    - schwere Marineinstandsetzungskompanie 1
- Dienststellen der Stützpunktversorgungsebene
  - Marinestützpunktkommando Kiel mit Außenstelle Neustadt in Holstein
  - Marinestützpunktkommando Flensburg-Mürwik
  - Marinestützpunktkommando Olpenitz

## Kommandeure
Kommandeur der MDiv Ostsee war ein Flaggoffizier im Dienstgrad eines Flottillenadmirals (FlAdm).
| Dienstgrad | Name             | Beginn der Amtszeit | Ende der Amtszeit | Bemerkungen                                |
| ---------- | ---------------- | ------------------- | ----------------- | ------------------------------------------ |
| FlAdm      | Wolfgang Haack   | Februar 1967        | September 1969    |                                            |
| FlAdm      | Otto Dingeldein  | Oktober 1969        | September 1972    |                                            |
| FlAdm      | Henrich Grote    | Oktober 1972        | Dezember 1973     |                                            |
| FlAdm      | Wilfried Toepser | Januar 1974         | Dezember 1974     | anschl. Kdr MAKdo Ostsee bis Dezember 1976 |

## Verweise